# 추헌엽
추헌엽(1980년 7월 28일 ~ )은 대한민국의 배우이다. 2005년 주연을 맡은 영화 프락치가 로테르담 국제 영화제 비평가상을 수상하며 해외 영화제에서 먼저 주목을 받았다. 특히 세계적인 영화평론가 토니레인즈로부터 호평 받았다. 다음 해인 2006년 MBC 베스트극장 사고다발지역의 주연으로 전격 캐스팅되어 브라운관에 데뷔하며 연기력을 인정받는다. 이후 다수의 드라마에서 연기 활동을 이어가다 MBC 천사의선택에서 재벌2세 훈남에서 5세 지능인지장애역까지 스펙트럼 넓은 연기를 선보이며 화제를 모았다. 연극, 드라마, 영화를 오가며 다양한 장르에서 활동하고 있다. 가수 알렉스(추헌곤) 할아버지의 형제 분 손자로, 알렉스와 친척관계에 있다.

## 학력
- 국민대학교 연극영화과

## 연기 활동

### 드라마
- 2006년 MBC 단막극 《MBC 베스트극장 - 사고다발지역》 ... 서준호 역
- 2007년 MBC 월화드라마 《이산》 ... 유득공 역
- 2007년 MBC드라마넷 《별순검 시즌1》 ... 조선 전기수 한용수 역
- 2008년 MBC드라마넷 《별순검 시즌2》 ... 천재 소리꾼 박치수 역
- 2009년 KBS2 수목드라마 《미워도 다시 한 번 2009》 ... 명진그룹 홍보팀장 김창현 역
- 2009년 MBC 수목드라마 《혼》 ... 변호사 김윤오 역
- 2010년 SBS 월화드라마 《오! 마이 레이디》 ... 채호석 역
- 2010년 SBS 수목드라마 《나쁜 남자》 ... 의문남 역
- 2011년 MBC 수목드라마 《마이 프린세스》 ... 유기광 역
- 2011년 MBC 일일연속극 《불굴의 며느리》 ... 호섭 역
- 2012년 MBC 아침드라마 《천사의 선택》 ... 최은석 역
- 2012년 MBC 수목드라마 《아랑사또전》 ... 젊은 최 대감 역 (우정출연)
- 2014년 OCN 일요드라마 《신의 퀴즈 4》 ... 이석남 역
- 2016년 tvN 불금불토스페셜 《안투라지》
- 2017년 SBS 수목드라마 《피고인》
- 2018년 SBS 수목드라마 《리턴》 ... 검사 역 (특별출연)

### 영화
- 2005년 《프락치》 ... K 역
- 2015년 《늙은 자전거》 ... 최길재 역

### 연극
- 2017년 《윤동주를 기억하다》 ... 윤동주 역
- 2017년 《햄릿 아바따》 ... 호레이쇼 역

### 뮤직비디오
- 2007년 정엽 - Nothing Better

## 수상
- 1998년 12회 한국 청소년연극제 최우수 연기상